# 人民之声 (拉丁短语)

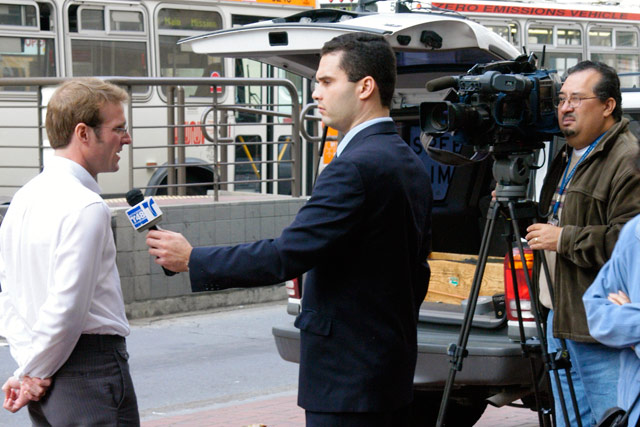
一个街边采访（vox pop interview）

人民之声（拉丁語： /ˌvɒks ˈpɒpjuːli, -laɪ/ VOKS POP-yoo-lee, -⁠lye)）是一个拉丁语短语，字面意思是意思是“人民的声音”。它在英语中的意思是“大多数人的意见”。在新闻业中，英语 vox pop 或 man on the street 指的是对公众的简短采访。

## 谚语
- 人民之声，上帝之声（Vox populi, vox dei）